# Zwischen den Flügen
Zwischen den Flügen ist eine vom ZDF produzierte Fernsehserie, die in den Jahren 1973 und 1974 im Vorabendprogramm (donnerstags, 18:25 Uhr) ausgestrahlt wurde. Es handelt sich um die erste Serie im deutschen Fernsehen, die Geschehnisse um einen Flughafen schildert.

## Handlung
Die Serie, in der es keine durchgehenden Rollen, Schauspieler oder Handlungen gibt, schildert verschiedene Episoden, die sich zwischen Start und Landung an großen oder kleinen Flughäfen abspielen. Da wäre ein Reiseunternehmer, der besorgt ist um die Pünktlichkeit und Sicherheit seiner Planungen. Behinderte Kinder erregen bei einer Urlaubsreise das Missfallen der Mitreisenden. Die beiden Filmstars Tom und Iris möchten einen Zwischenstopp am Frankfurter Flughafen für ein kurzes ungestörtes Beisammensein nutzen, werden aber von neugierigen Paparazzi belagert. Um seine Geschäftspartner zu beeindrucken, will ein Firmenbesitzer deren Transport im eigenen Flugzeug durchführen, riskiert dabei aber fast zu viel.

## Produktionsstab
Der Produktionsstab war für alle 13 Folgen der gleiche. Die Innenaufnahmen fanden im Studio Hamburg statt. Verantwortlicher ZDF-Redakteur war Hans Peter Renfranz. Kameramänner waren Willy Jamm, Ronald Schmidt und Wolfgang Greve, Tonverantwortliche Christian Dalchow und Reinhard Levin, die Musik komponierte Charly Niessen, der Schnitt erfolgte durch Gertrud Dreyer und Noemi Ivich und die Ausstattung durch Dieter Reinecke, die Kostüme schuf Brigitte Lange. Die Aufnahmeleitung hatte Siegfried Hofbauer, die Regieassistenz Heidi Ramlow und die Produktionsleitung Burkhard Mrosek. Es handelte sich um eine Eigenproduktion des ZDF.

## Produktionsnotizen
Regisseur und Schauspieler Helmut Förnbacher drehte 1972 drei Monate lang in Afrika die Serie Suchen Sie Dr. Suk. Aufgrund des Erfolgs erhielt er vom ZDF den Regieauftrag für Zwischen den Flügen. Das Hamburger Abendblatt (9. August 1972) schrieb: „Die aufwendige Suche nach Dr. Suk hat sich zumindest für Helmut Förnbacher schon bestens bezahlt gemacht: er erhielt einen neuen Regieauftrag für einen Fernsehfilm mit Titel Zwischen den Flügen, der zur Zeit in Frankfurt gedreht wird“. Demnach fanden die Dreharbeiten zu Zwischen den Flügen im Sommer 1972 statt. 
Am 8. November 1973 berichtete das Hamburger Abendblatt: „Die Rolle, die das Ehepaar Götz George / Loni von Friedl in der Auftaktsendung der neuen 13-teiligen ZDF-Serie Zwischen den Flügen (jeweils Donnerstag, 18.25 Uhr) spielt, kennt es nur allzu gut aus eigener Erfahrung: Die beiden mimen ein Filmstar-Pärchen, das sich zwischen den Dreharbeiten nur für Stunden auf dem Flughafen treffen kann. Die Serie, in der die Hauptdarsteller ständig wechseln, berichtet von den großen und kleinen Ereignissen am Rande der Welt der Fliegerei.“

## Episoden
| Folge | Titel                   | Ausstrahlung  | Gastrollen |
| ----- | ----------------------- | ------------- | --- |
| 1     | Ein Wiedersehen         | 8. Nov. 1973  | Götz George, Loni von Friedl, Wolfgang Kieling, Margot Hielscher                                                                        |
| 2     | Ein Pilot mit Erfahrung | 15. Nov. 1973 | Wolfgang Völz, Katrin Schaake, Hans Daniel, Hermann Lenschau                                                                            |
| 3     | Eltern und Kinder       | 22. Nov. 1973 | Maxl Graf, Jean-Pierre Zola, Wolfgang Lukschy, Inken Sommer, Monika Gabriel, Günther Jerschke                                           |
| 4     | Mallorca und zurück     | 29. Nov. 1973 | Walter Buschhoff, Dieter Groest, Hellmut Lange, Heidi Leupolt, Barbara Valentin, Reiner Brönneke                                        |
| 5     | Das Nikolausfest        | 6. Dez. 1973  | Rainer Basedow, Angelika Ott, Friedrich Joloff, Dagmar Altrichter, Gerda Gmelin, Edgar Maschmann, Kurd Pieritz                          |
| 6     | Alexander kommt         | 13. Dez. 1973 | Gerd Baltus, Arthur Brauss, Monika John, Gert Haucke                                                                                    |
| 7     | Prüfungen               | 20. Dez. 1973 | Hans-Georg Panczak, Hans Paetsch, Karl Merkatz, Wolfgang Stumpf, Martin Jente                                                           |
| 8     | Magische Botschaft      | 27. Dez. 1973 | Sieglinde Weichert, Ralf Schenk, Eva Christian, Margot Philipp                                                                          |
| 9     | Die Drohung             | 3. Jan.1974   | Helmut Förnbacher, Friedrich Georg Beckhaus, Carl Lange, Manfred Seipold, Wolfgang Weiser, Curt Timm                                    |
| 10    | Ein großer Sieg         | 10. Jan. 1974 | Benno Sterzenbach, Konrad Georg, Heinz Werner Kraehkamp, Franz Marischka, Gaby Gasser, Herbert Tiede, Eduard Linkers                    |
| 11    | Eine berühmte Frau      | 17. Jan. 1974 | Verena Buss, Günter Mack, Anita Lochner, Hans Dieter Schwarze, Katharina de Bruyn, Alfons Höckmann, Werner Schulenberg, Georg Marischka |
| 12    | Der Kapitalist          | 24. Jan. 1974 | Lukas Ammann, Sylvia Lydi, Horst Hesslein, Hansi Waldherr, Joachim Rake                                                                 |
| 13    | Die Abenteurer          | 31. Jan. 1974 | William Berger, Harry Wüstenhagen, Ilse Pagé                                                                                            |

## DVD-Veröffentlichung
Die Serie ist am 26. Februar 2021 von PidaxFilm in einer Komplettbox auf zwei DVDs erschienen.